# Knarr

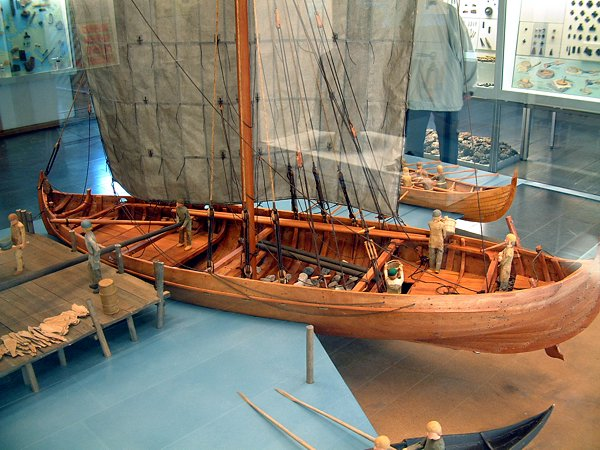
Modèle réduit de Knarr

Un knarr (vieux norrois knǫrr / knörr, islandais knörr, génitif pluriel indéfini knarra), est un type de navire marchand à bordages à clin utilisé par les Vikings. Ces navires étaient également particulièrement adaptés pour la navigation en haute mer. Les deux autres étaient le byrding (byrðingr) et le karv (karfi).

## Histoire
Ce type de navire remplace progressivement les bateaux ronds alors en usage en mer du Nord et en Baltique du fait de l'influence auprès des Scandinaves des navigateurs frisons alors maîtres des échanges dans cette partie de l'Europe entre le VIe et le IXe siècle.
On considère aujourd'hui que ce bateau, capable de porter de lourdes charges sur de grandes distances en haute mer, a été utilisé avec succès pour la traversée et l'exploration de l'Atlantique nord vers les îles du nord de l'Écosse, la colonisation de l'Islande ou l'exploration du Groenland et de Terre-Neuve.
Ce type de bateau existait jadis en Normandie où il était qualifié de kenar, canar (pluriel kenarz, kanarz), voire canard, latinisé en canardus. Selon François Renault, les « caïques » d'Yport et d'Étretat pourraient bien être les dernières et les plus authentiques représentantes de la tradition scandinave en France, car, outre le clin, ce type de quille est également celui des bateaux vikings. Ce sont aussi les seules embarcations qui présentent un profil d'étrave aussi arrondi sur nos côtes, ressemblant à celui des knarr. Cependant, la forme de ces coques ne permet pas d'établir une filiation directe avec les coques scandinaves.

## Caractéristiques techniques
Ce cargo a une longueur plus réduite que les grands navires de guerre, mais une coque plus volumineuse. Il avait un tirant d'eau dépassant le mètre et était, le plus souvent, muni d'un pont. Les rameurs, qui se tenaient debout, était moins nombreux mais la surface de voile était plus importante. Ils se tenaient en poupe et en proue pour laisser une place centrale au chargement. De fait, avec un poids moyen de 25 tonnes, ce type de bateau naviguait principalement à la force du vent.

## Exemples de navires
- Le Skuldelev 1 au Musée des navires vikings de Roskilde en est le meilleur témoignage[7].
- Le Ottar af Roskilde en est une réplique moderne.
- Le Bateau de Klåstad, exposé au Slottsfjellsmuseet à Tønsberg.